# بشاشة
البَشَاشَة لغةً هي طلاقة الوجه، وقد بَشِشْت به، أَبَشُّ بَشَاشَةً، ورجل هَشٌّ بَشٌّ، أي طَلْق الوجه طيب.
ومن معاني البَشِّ: اللُّطف في المسألة، والإقبال على الرجل، وقيل: هو أن يضحك له، ويلقاه لقاء جميلًا. تقول: بَشِشْت به بَشًّا وبَشَاشَةً. والبَشِيش: الوجه. يقال: رجل مضيء البَشِيش، أي: مضيء الوجه.
والبَشَاشَة اصطلاحًا هي طلاقة الوجه، مع الفرح، والتَّبسُّم، وحسن الإقبال، واللُّطف في المسألة.
أما طلاقة الوجه: وهو إشراقه حين مقابلة الخلق، وهو ضدُّ العبوس. وهي أيضًا: السُّرور بمن تلقاه.

## الفرق بين الهشاشة والبشاشة والبشر
هناك فرق بين البِشْر والهشاشة والبَشَاشَة، فالبِشْر أول ما يظهر من السُّرور بلُقي من يلقاك، ومنه البِشَارة، وهي أول ما يصل إليك من الخبر السَّار، فإذا وصل إليك ثانيًا،لم يُسَمَّ بشارة، ولهذا قالت الفقهاء إنَّ من قال: من بشَّرني بمولود من عبيدي فهو حرٌّ. أنه يُعتق أول من يخبره بذلك. وفي المثل: البِشْر علم من أعلام النَّجح.
والهَشَاشَة هي الخِفَّة للمعروف، وقد هَشِشْت يا هذا، هو من قولك: شيء هَشٌّ، إذا كان سهل التَّناول، فإذا كان الرَّجل سهل العطاء، قيل: هو هَشٌّ بَيِّنُ الهَشَاشَة.
والبَشَاشَة: إظهار السُّرور بمن تلقاه، وسواء كان أولًا أو أخيرًا.

## البشاشة في السنة
روي عن أبو عبد الرحمن السلمي أن رسول اللّه ﷺ قال: 
| بشاشة | ((إنَّ الله يحبُّ الطَّلْق الوجه، ولا يحبُّ العبوس)). | بشاشة |

روي عن عن أبي ذرٍّ أن رسول اللّه ﷺ قال: 
| بشاشة | (لا تحقرنَّ من المعروف شيئًا، ولو أن تلقى أخاك بوجه طَلْق) | بشاشة |

قوله ﷺ (ولو أن تلقى أخاك بوجه طَلْق) معناه: سهل منبسط. وفيه الحثُّ على فضل المعروف، وما تيسَّر منه وإن قلَّ، حتى طلاقة الوجه عند اللِّقاء).
وقيل: (أي بوجه ضاحك مستبشر، وذلك لما فيه من إيناس الأخ المؤمن، ودفع الإيحاش عنه، وجبر خاطره، وبذلك يحصل التَّأليف المطلوب بين المؤمنين).
روي عن أبي ذر أن رسول اللّه ﷺ قال: 
| بشاشة | (تبسُّمك في وجه أخيك لك صدقة، وأمرك بالمعروف ونهيك عن المنكر صدقة، وإرشادك الرَّجل في أرض الضَّلال لك صدقة، وبصرك للرَّجل الرَّديء البصر لك صدقة، وإماطتك الحجر والشَّوكة والعظم عن الطريق لك صدقة، وإفراغك من دلوك في دلو أخيك لك صدقة). | بشاشة |

قال المناوي: (تبسُّمك في وجه أخيك) أي أخوك في الإسلام، (لك صدقة) يعني: إظهارك له البَشَاشَة، والبِشْر إذا لقيته، تؤجر عليه كما تؤجر على الصَّدقة.
قال بعض العارفين: التبسُّم والبِشْر من آثار أنوار القلب، ﴿وُجُوهٌ يَوْمَئِذٍ مُسْفِرَةٌ ۝٣٨ ضَاحِكَةٌ مُسْتَبْشِرَةٌ ۝٣٩﴾ [عبس:38–39].
قال ابن عيينة: والبَشَاشَة مصيدة المودَّة، والبِرُّ شيء هيِّن، وجه طليق، وكلام ليِّن. وفيه رَدٌّ على العالم الذي يصَعِّر خدَّه للناس، كأنَّه معرض عنهم، وعلى العابد الذي يعبِّس وجهه ويقطِّب جبينه، كأنَّه منزَّهٌ عن النَّاس، مستقذر لهم، أو غضبان عليهم.
قال الغزالي: ولا يعلم المسكين أنَّ الورع ليس في الجبهة حتى يُقَطَّب، ولا في الوجه حتى يُعَفَّر، ولا في الخدِّ حتى يُصَعَّر، ولا في الظَّهر حتى ينحني، ولا في الذَّيل حتى يُضَمَّ، إنَّما الورع في القلب).
قال ابن بطال: فيه أنَّ لقاء النَّاس بالتَّبسُّم، وطلاقة الوجه، من أخلاق النُّبوة، وهو مناف للتكبُّر، وجالب للمودة.
- وكما قيل في وصف النبي ﷺ:

## مقولات وحكم في البشاشة
- قال ابن القيم: (طلاقة الوجه والبِشْر المحمود وسط بين التَّعبيس والتَّقطيب، وتصعير الخدِّ، وطيِّ البِشْر عن البَشَر، وبين الاسترسال مع كلِّ أحد بحيث يذهب الهيبة، ويزيل الوقار، ويطمع في الجانب، كما أنَّ الانحراف الأوَّل يوقع الوحشة، والبغضة، والنُّفرة في قلوب الخَلْق، وصاحب الخُلُق الوسط: مهيب محبوب، عزيز جانبه، حبيب لقاؤه. وفي صفة نبيِّنا: من رآه بديهة هابه، ومن خالطه عشرة أحبَّه).[12]

- قال بعض الحكماء: (الْقَ صاحب الحاجة بالبِشْر، فإنْ عدمت شكره، لم تعدم عذره).
- وقد قيل: (من آداب المضيف: أن يخدم أضيافه، ويظهر لهم الغنى، والبسط بوجهه، فقد قيل: البَشَاشَة خير من القِرَى).
- قيل للأوزاعي رحمه الله: ما كرامة الضَّيف؟ قال: (طلاقة الوجه، وطيب الحديث).
- قال ابن حبان: (البَشَاشَة إدام العلماء، وسجيَّة الحكماء؛ لأنَّ البِشْر يطفئ نار المعاندة، ويحرق هيجان المباغضة، وفيه تحصين من الباغي، ومنجاة من الساعي)
- قال عبد الله بن المبارك: (حسن الخلق هو طلاقة الوجه، وبذل المعروف، وكفُّ الأذى).
- قال الجاحظ: (زعمت الحكماء أنَّ القليل مع طلاقة الوجه أوقع بقلوب ذوي المروءات من الكثير مع العبوس والانقباض)
- قال أبو حاتم: (البَشَاشَة إدام العلماء، وسجيَّة الحكماء؛ لأنَّ البِشْر يطفئ نار المعاندة، ويحرق هيجان المباغضة، وفيه تحصين من الباغي، ومنجاة من الساعي، ومن بَشَّ للنَّاس وجهًا،لم يكن عندهم بدون الباذل لهم ما يملك).
- قال الحارث المحاسبي: (ثلاثة أشياء عزيزة أو معدومة: حسن الوجه مع الصِّيانة، وحسن الخلق مع الدِّيانة، وحسن الإخاء مع الأمانة).

## فوائد ومحاسن البشاشة
1. طلاقة الوجه تبشر بالخير، ويقبل على صاحبها النَّاس، والوجه العبوس سبب لنفرة النَّاس.
2. من فوائدها محبَّة الله عزَّ وجلَّ؛ لقوله عليه السَّلام: ((إنَّ الله يحبُّ الطَّلْق الوجه، ولا يحبُّ العبوس)).[6]
3. طلاقة الوجه للضيف من إكرامه، مع طيب الحديث عند الدُّخول، والخروج، وعلى المائدة.[21]
وقد قيل: (من آداب المضيف: أن يخدم أضيافه، ويظهر لهم الغنى، والبسط بوجهه، فقد قيل: البَشَاشَة خير من القِرَى).[14]
4. تكلُّفُ البِشْر والطَّلاقة، وتجنُّب العبوس والتَّقطيب من الوسائل المعينة على اكتساب الأخلاق الحميدة.
5. الهَشَاشَة وطلاقة الوجه تثمر المحبَّة بين المسلمين، والتآلف بينهم.

## البشاشة في شعر العرب
قال الشاعر:
وقال ابن عبد البر: